# Radio Capital
Radio Capital est une station de radio nationale italienne basée à Rome, propriété d'Elemedia, qui appartient au groupe éditorial GEDI. Le présentateur officiel est Alessandro Rigotti.

## Histoire
Au début de l'année 2009, Radio Capital retrouve en partie la formule qui l'avait caractérisée sous la direction de Mancini.
Depuis le 29 juin 2020, Edoardo Buffoni est le nouveau directeur de l'information de Radio Capital. Le 16 septembre 2020, la présentation officielle de la nouvelle grille de programmes de Radio Capital a lieu à la Terrazza Martini à Milan, accompagnée d'un nouveau logo et d'un nouveau slogan « That's Life ».
En 2024, un nouveau slogan est adopté : « Solo bella musica » (Que de la bonne musique). L'année 2024 se termine avec un chiffre d'affaires annuel (AQH) qui atteint son plus haut niveau, soit 146 000 auditeurs.